# Ronald Munro-Ferguson
Ronald Craufurd Munro-Ferguson, 1. wicehrabia Novar KT, GCMG (ur. 6 marca 1860 w Fife, zm. 30 marca 1934 tamże) – brytyjski polityk, członek Partii Liberalnej, a następnie Partii Konserwatywnej, w latach 1914–1920 gubernator generalny Australii, a w latach 1922–1924 minister ds. Szkocji.

## Życiorys

### Początki kariery politycznej
Pochodził z zamożnej szkockiej rodziny, jego ojciec był członkiem Izby Gmin. Ukończył Królewską Akademię Wojskową w Sandhurst i do 1884 r. służył w armii. Następnie został wybrany do parlamentu jako reprezentant okręgu Ross and Cromarty. W 1885 r. przegrał wybory parlamentarne i do Izby Gmin wrócił po wyborach 1886 r. Tym razem reprezentował okręg wyborczy Leith Burghs. Wkrótce został osobistym sekretarzem późniejszego premiera, lorda Roseberyego. Podobnie jak on, Munro-Ferguson sytuował się na prawym skrzydle swojej partii i, już po przejściu do opozycji, popierał imperialistyczną politykę rządów konserwatywnych, łącznie z udziałem w drugiej wojnie burskiej.

### Gubernator generalny Australii
W kolejnych latach nie wrócił jednak do głównego nurtu życia politycznego w Londynie, za to odegrał ważną rolę na scenie politycznej Australii, której gubernatorem generalnym został w 1914 r. Jego kadencja przypadła na okres ciągłych kryzysów politycznych, w znacznej mierze spowodowanych podziałami w społeczeństwie wokół kwestii udziału Australii w I wojnie światowej, a dokładniej sprawy wysyłania na jej fronty żołnierzy z poboru. Sam gubernator zawsze opowiadał się za jak największym wysiłkiem wojennym Australii. Starał się także umocnić znaczenie swojego urzędu, choć jego pozycja jako pośrednika między Londynem a Melbourne osłabła, gdy na czele rządu brytyjskiego stanął David Lloyd George, a premierem Australii został Billy Hughes. Polityków tych łączyło walijskie pochodzenie i często rozmawiali ze sobą nie tylko z pominięciem gubernatora generalnego, ale wręcz w niezrozumiałym dla niego języku walijskim. Podał się do dymisji w maju 1919 r., ale ostatecznie zgodził się kierować jeszcze przygotowaniami do australijskiej podróży księcia Walii i w końcu opuścił urząd w październiku 1920 r.

### Późniejsze życie
Po powrocie do Wielkiej Brytanii otrzymał dziedziczny tytuł szlachecki 1. wicehrabiego Novar (choć był jego ostatnim posiadaczem, bo nie miał potomka), a w 1922 r. został ministrem ds. Szkocji w rządach Andrew Bonar Lawa i Stanleya Baldwina. W 1926 r. otrzymał Order Ostu. Był również kawalerem Krzyża Wielkiego Orderu św. Michała i św. Jerzego. Zmarł w 1934 r. w swej rodzinnej posiadłości w hrabstwie Fife w Szkocji.